# Pølsemix
 Der er for få eller ingen kildehenvisninger i denne artikel, hvilket er et problem. Du kan hjælpe ved at angive troværdige kilder til de påstande, som fremføres i artiklen.

Pølsemix er en ret bestående af stegte pølsestykker og pomfritter, oftest friturestegt. Retten serveres traditionelt med rå løg og karryketchup.
Hvis man bestiller en pølsemix "med det hele" visse steder i landet, f.eks i Thy, får man retten serveret med ristede løg, rå løg, remoulade, ketchup, karryketchup, og agurkesalat, og visse steder i landet med remoulade.
Retten fås især på grillbarer, hvor den traditionelt serveres sammen med lun Cocio.[kilde mangler]
| Mad og drikke | Spire Denne artikel om mad og drikke er en spire som bør udbygges. Du er velkommen til at hjælpe Wikipedia ved at udvide den. |